# Aberfeldy Water Mill

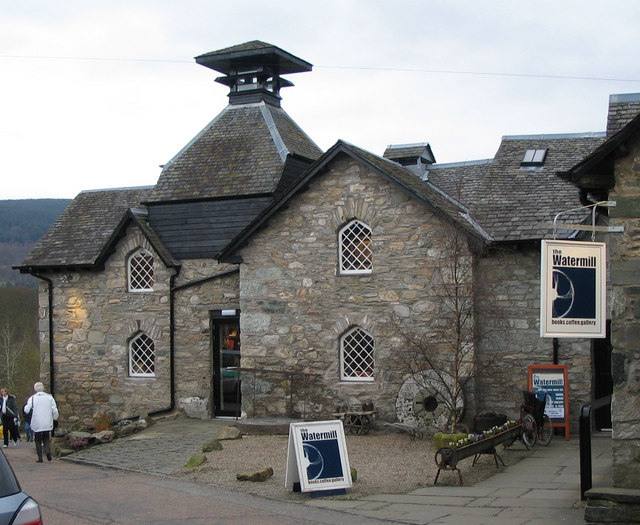
Aberfeldy Water Mill

Die Aberfeldy Water Mill, ehemals McKerchar & McNaughton’s Meal Mill, ist eine Wassermühle in der schottischen Ortschaft Aberfeldy in der Council Area Perth and Kinross. 1971 wurde das Bauwerk in die schottischen Denkmallisten in der höchsten Denkmalkategorie A aufgenommen.

## Geschichte
Bereits in den 1740er Jahren existierte eine Mühle am Standort. Der Earl of Breadalbane erwarb den Betrieb im Jahre 1771. Die heutige Aberfeldy Water Mill wurde im Jahre 1826 errichtet. Sie war bis zu ihrer Schließung 1983 in Betrieb. Tom Rodger, dessen Familie seit sieben Generationen Haferflocken produziert, erwarb den Betrieb. Er restaurierte die alte Mühle und produziert seit 1987 dort Haferflocken. Die Aberfeldy Water Mill zählt zu den Touristenattraktionen Aberfeldys.

## Beschreibung
Die Aberfeldy Water Mill steht an der Mill Street im Zentrum Aberfeldys. Der Bruchsteinbau weist einen L-förmigen Grundriss auf. Markant ist die 1953 hinzugefügte Darre mit ihrem Pyramidendach mit Pagode. Sie wird mit Öl betrieben. Ungewöhnlich sind die spitzbogigen Fensteröffnungen. Ein Mühlkanal der teilweise unterirdisch durch Aberfeldy geführt ist, speist das oberschlächtige Wasserrad. Das achtspeichige Gusseisenrad durchmisst 6,1 m bei einer Breite von 91 cm.